# Danaphryne
Danaphryne is een monotypisch geslacht van straalvinnige vissen uit de familie van armvinnigen (Oneirodidae). Het geslacht is voor het eerst wetenschappelijk beschreven in 1951 door Bertelsen.

## Soort
- Danaphryne nigrifilis (Regan & Trewavas, 1932)